# Нижнекумашкинское сельское поселение
Нижнекума́шкинское се́льское поселе́ние (чув. Анат Кăмаша ял тӑрӑхӗ) — упразднённое муниципальное образование в Шумерлинском районе Чувашии Российской Федерации.
Административный центр — село Нижняя Кумашка.
Законом Чувашской Республики от 14.05.2021 № 31 к 24 мая 2021 году упразднено в связи с преобразованием Шумерлинского района в муниципальный округ.

## История
Статус и границы сельского поселения установлены Законом Чувашской Республики от 24 ноября 2004 года № 37 «Об установлении границ муниципальных образований Чувашской Республики и наделении их статусом городского, сельского поселения, муниципального района и городского округа».

## Население
| 2010 | 2012 | 2013 | 2014 | 2015 | 2016 | 2017 |
| ---- | ---- | ---- | ---- | ---- | ---- | ---- |
| 883  | ↗892 | ↘878 | ↘866 | ↘860 | ↘830 | ↘827 |
| 2018 | 2019 | 2020 | 2021 |      |      |      |
| ↘819 | ↘788 | ↘764 | ↘758 |      |      |      |

## Состав сельского поселения
| № | Населённый пункт | Тип населённого пункта       | Население |
| - | ---------------- | ---------------------------- | --------- |
| 1 | Верхняя Кумашка  | деревня                      | ↗192      |
| 2 | Волга            | посёлок                      | ↗190      |
| 3 | Кумашка          | разъезд                      | →2        |
| 4 | Нижняя Кумашка   | село, административный центр | ↗610      |
| 5 | Ульяновское      | посёлок                      | ↗98       |